# Honiara
Honiara – miasto portowe położone na wyspie Guadalcanal, będące stolicą niezależnego państwa Wysp Salomona na południowo-zachodnim Pacyfiku. 130,2 tys. mieszkańców. 
Miastem partnerskim Honiary jest, od 5 lipca 1995, australijska miejscowość Mackay.

## Demografia
Liczba ludności w poszczególnych latach:
| 1970   | 1976   | 1986   | 1999   | 2009   | 2019    |
| ------ | ------ | ------ | ------ | ------ | ------- |
| 12 006 | 14 942 | 30 413 | 49 107 | 73 143 | 130 176 |

## Gospodarka
W mieście port i centrum komunikacyjne, handluje głównie kokosami, drewnem, rybami i złotem (z Gold Ridge w centrum wyspy). Międzynarodowy port lotniczy Honiara znajduje się około 16 km na wschód od miasta.

## Historia
Nazwa Honiara pochodzi od słów nagho ni ara, które można przetłumaczyć pobieżnie jako „miejsce wschodniego wiatru” lub „stawiać czoła 
południowo-wschodniemu wiatrowi” w jednym z języków Guadalcanal. Przed II wojną światową Honiara nie istniała; rozwinęła się wokół kwatery głównej wojsk amerykańskich. W 1952 r. oficjalnie zastąpiła Tulagi jako stolica Wysp Salomona. Budynki rządowe znajdują się na wąskim pasie przybrzeżnym za Point Cruz. W latach 60. rząd, wraz z sektorem prywatnym, rozpoczął szeroko zakrojony program rozwoju nowej stolicy. Pierwsze wielopiętrowe budynki pojawiły się w latach 80. W 2006 r., w trwającym okresie niestabilności politycznej, Chinatown w Honiara doznało poważnych szkód w wyniku zamieszek powyborczych.